# Archanara nigricans
Archanara nigricans är en fjärilsart som beskrevs av Otto Staudinger 1861. Archanara nigricans ingår i släktet Archanara och familjen nattflyn. Inga underarter finns listade i Catalogue of Life.